# 博多車掌区
博多車掌区（はかたしゃしょうく）は、福岡県福岡市博多区に所在する九州旅客鉄道（JR九州）本社鉄道事業本部所属の車掌が所属する、九州最大の乗務員区所である。
鉄道事業部発足等の組織変更のため、他の車掌区は車掌センターや運輸センター、乗務センターに名称が変更となり、JR九州内で「車掌区」の名称は、当区と門司車掌区のみとなった。
2001年（平成13年）からは一旦北部九州地域本社の管轄となっていたが、2010年（平成22年）4月の北部九州地域本社の大幅な規模縮小により、再び本社の直轄に戻っている。

## 沿革
| スタブアイコン | サブスタブ | この項目は、まだ閲覧者の調べものの参照としては役立たない、鉄道に関連した書きかけの項目です。この項目を加筆・訂正などしてくださる協力者を求めています（P:鉄道/PJ:鉄道）。 |